# Fridolin Simon
Pour les articles homonymes, voir Simon.
Fridolin Simon, né en 1790 dans le canton de Glaris, et mort en 1850, est un architecte établi à Lausanne en Suisse.

## Biographie
Fridolin Simon faisait assurément partie des orphelins laissés par les conflits qui ont ravagé la Suisse centrale sous la République helvétique, et dont certains ont été placés dans le canton de Vaud. Il est attesté à Lausanne en 1800, puis acquiert une formation d’architecte au sein du bureau d’Henri Perregaux. Il commence sa carrière de bâtisseur indépendant assez tard, vers 1827. Inspecteur des travaux de la Ville de Lausanne en 1833, il exerce de 1834 à 1850 la fonction d’inspecteur des bâtiments de la Ville. De 1836 à 1842, il siège également à la commission cantonale vaudoise des travaux publics.
Fridolin Simon a construit, pour la ville de Lausanne, plusieurs écoles situées en périphérie de cette agglomération, à Montheron, Montblesson, Vennes et Vers-chez-les-Blanc. On lui doit aussi des plans pour divers édifices utilitaires, ainsi qu’un projet pour l’aménagement de la place de la Riponne (1843). Il édifie en outre à Lausanne, dès 1845, la belle villa Églantine (disparue, au no 40, chemin de Messidor), bâtie pour un émigré russe, Basile-Wilhelm de Rumine, père de Gabriel de Rumine, le mécène lausannois.
En 1846, le rapport de cet inspecteur, cité dans le Journal de jurisprudence et des tribunaux vaudois, est déterminant dans la condamnation d’une escroquerie commise par un maître tuilier.
Ayant épousé une Anglaise, Fridolin Simon se rend en Angleterre en 1841, puis encore en 1850 en Russie pour y voir son neveu Bernhard Simon.